# Ansgarkirche (Hamburg-Othmarschen)

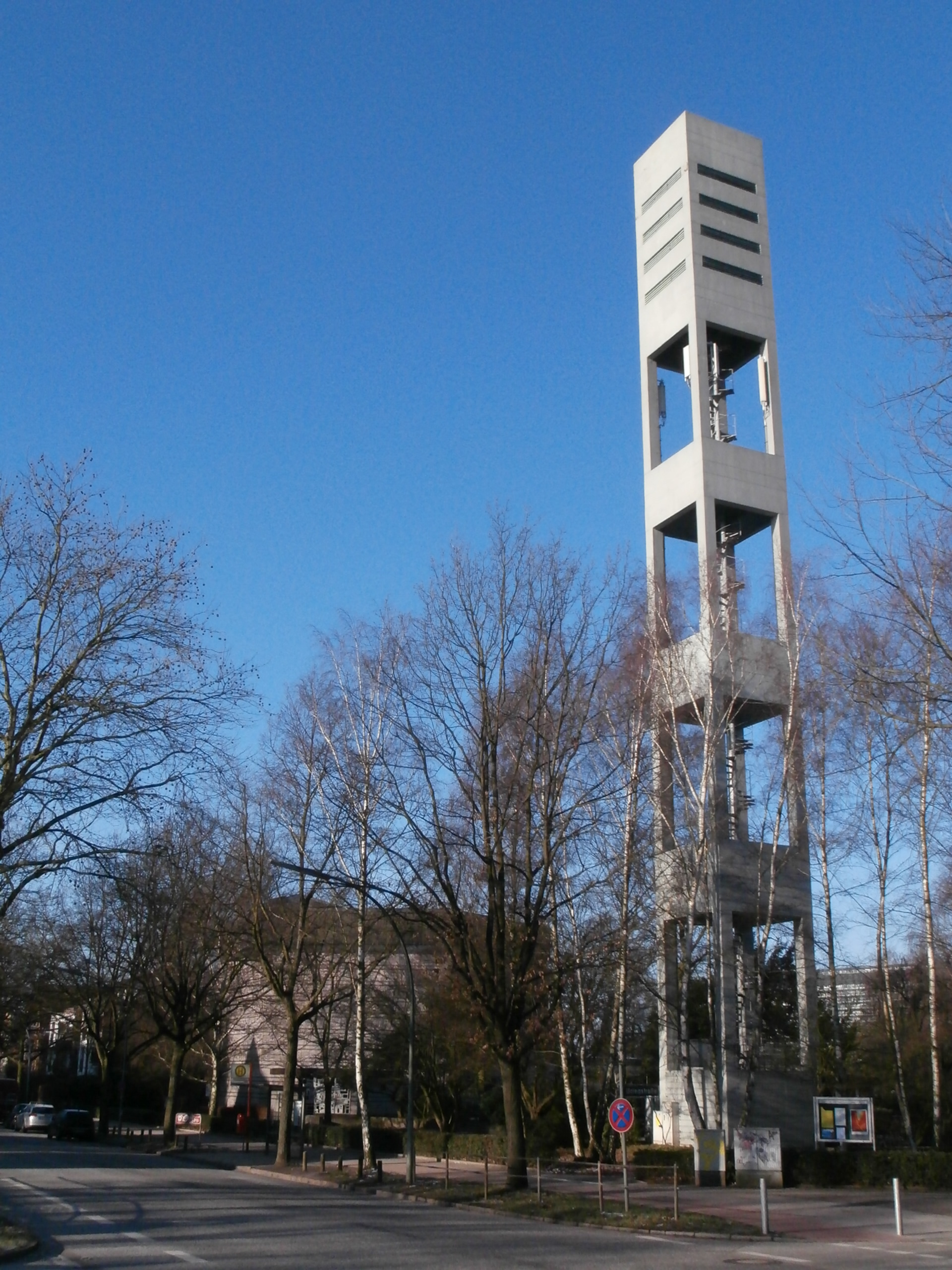
Ansgarkirche, Hamburg-Othmarschen

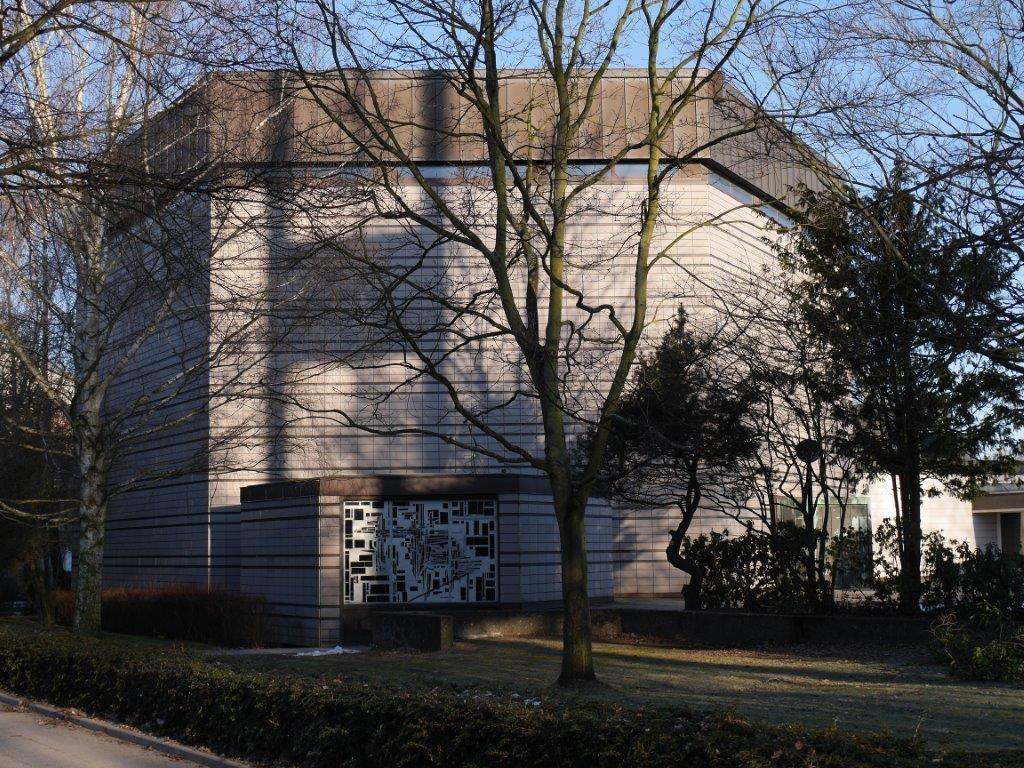
Ansgarkirche, Hamburg-Othmarschen

Die Ansgarkirche im Hamburger Stadtteil Othmarschen wurde 1965 fertiggestellt nach Plänen des Architekten Otto Andersen. Sie gehört neben der neugotischen Kreuzkirche zur Evangelisch-Lutherischen Tabita-Kirchengemeinde Ottensen-Othmarschen im Kirchenkreis Hamburg-West/Südholstein.

## Geschichte
Mit dem Anwachsen der Einwohnerzahl in den 1950er Jahren in Ottensen-Othmarschen wurde 1956 der Bau eines neuen Gemeindezentrums angeregt und der Architekt Otto Andersen (1924–1981) gewonnen, der sich mit seinen norddeutschen Kirchenräumen in der Nachkriegszeit bereits einen Namen gemacht hatte. Der Grundstein wurde am 6. Oktober 1963 gelegt, die Einweihung am 1. August 1965 gefeiert. Namenspatron wurde der „Apostel des Nordens“, der hl. Ansgar, der im 9. Jahrhundert u. a. als Erzbischof von Hamburg wirkte.

## Bauwerk
Die Ansgarkirche erhebt sich auf einem sechseckigen Grundriss. Die hochgeschlossenen Außenwände werden durch schmale horizontale Doppelstreifen und ein schmales umlaufendes Fensterband gegliedert, das direkt unter dem sehr flach geneigten Zeltdach ansetzt. Weiß gekalkte Ziegelwände bestimmen den Gottesdienstraum nach innen. Ein Oberlicht über dem Altarraum im Süden belichtet den Kirchenraum hauptsächlich und verleiht ihm überraschende Helligkeit. Im Norden liegt dem Altarraum eine weit in den Raum ragende Empore gegenüber. Der Altarraum wird von drei Bankblöcken umgeben.
Dem Baukörper ist ein etwa 35 Meter hoher Campanile als Stahlbetonkonstruktion zur Seite gestellt, deren untere Geschosse nach allen vier Seiten offen sind. Die geschlossene Glockenstube im obersten Geschoss ist mit Schallschlitzen versehen, die das vierstimmige Glockengeläut gut hörbar machen, das wie folgt beschrieben wird:
| Glocke | Gewicht | Schlagton | Inschrift                                                                          |
| ------ | ------- | --------- | ---------------------------------------------------------------------------------- |
| 1      | 1200 kg | e′        | Ehre sei Gott in der Höhe und Frieden auf Erden und den Menschen ein Wohlgefallen. |
| 2      | 550 kg  | a′        | Kommt, es ist alles bereit.                                                        |
| 3      | 400 kg  | h′        | (Zwei Kreuze als Glockenzier)                                                      |
| 4      | 300 kg  | cis″      | Lobet den Herrn, denn unseren Gott loben, das ist ein köstlich Ding.               |

## Ausstattung
Die Bildhauerin Ursula Querner (1921–1969) gestaltete die Hauptstücke: den tischförmigen Altar (eine Natursteinplatte in einem Stahlgestell), das bronzene Altarkreuz (der Auferstehende, eingeschrieben in ein Quadrat) und das bronzene Taufbecken (tischförmig). Die Antependien von Kanzel und Pult stammen von der Textilkünstlerin Tatiana Ahlers-Hestermann (1919–2000). Zum klaren Raumeindruck tragen außerdem die zarten hängenden Lampenkonstruktionen bei. Für die Sakristei gestaltete der Künstler Ernst Günter Hansing (1929–2011) ein farbiges Betonglasfenster mit drei ineinander verschränkten Kreuzmotiven. 
Die Orgel der Ansgarkirche kam 1969 aus der Werkstatt Friedrich Weigle in Echterdingen. Sie hat einen Umfang von 2646 Orgelpfeifen in 35 Registern auf drei Manualen und Pedal. Der Orgelprospekt folgt einem Entwurf des Architekten Andersen.